# داراب (سراب)
داراب هي قرية في مقاطعة سراب، إيران. عدد سكان هذه القرية هو 1,211 في سنة 2006.